# Pałac w Stoszycach
Pałac w Stoszycach (niem. Schloss Stöschwitz) – zabytkowy pałac we wsi Stoszyce, w powiecie wrocławskim.

## Historia
Piętrowy pałac kryty dachem dwuspadowym z lukarnami. Od frontu ryzalit zwieńczony schodkowym szczytem neogotyckim z głównym wejściem w ganku zwieńczonym balkonem z kamienną balustradą. Również schodkowe zwieńczenie ma prawy bok obiektu. Nad oknami drugiego pietra prawej elewacji pałacu puste kartusze herbowe. Obiekt popada w ruinę.
Zabytek jest częścią zespołu pałacowego, w skład którego wchodzą jeszcze: 
- park z promenadą i aleją prowadzącą do obiektu,
- folwark: 
  - oficyny mieszkalne nr 9, nr 11, nr 13 z lat 1850-1870,
  - dom ogrodnika w ruinie,
  - kurnik (obecnie garaż) i świniarnia z lat 1880-1890,
  - spichlerz i stajnia z lat 1850-1870;
  - stodoła-świniarnia (obecnie obora),
  - stodoła II, stodoła III, obecnie magazyn i suszarnia pasz (wszystkie z lat 1850-1890),
  - obory I i II z lat 1850-1860[5].